# Владимир Броневски
Владимир Богданович Броневски (1784 - 1835), руски поморски официр, рођен је у племићкој породици у Смоленској губернији.

## Биографија
Образовање је добио у поморском копрусу. Био је врло образован, познавао је поред своје војничке професије још и историју, митологију, умјетност и сл. Његова дјела носе лирску ноту, нарочито код описа природе. Предреволуционарна руска књижевност га третира као ратног писца. Учествовао је у кампањи адмирала Сењавина на Средоземном мору од 1805. до 1810. године. Затим је служио у Црноморској флоти и 1818. г. прешао је у резерву са чином капетан-лајтнанта. На посљедњој дужности био је инспектор тулског александријског племићког училишта (1818-1828), а од 1828. до 1832. г. помоћник директора и инспектор класе у Пажевском корпусу. Објавио је дјела: "Путовање од Трста до Петербурга - 1810. г.", "Записи морског официра за вријеме кампање адмирала Сењавина у Средоземном мору, од 1805. до 1810. г." (прво издање 1818, а друго 1836), "Обзорје јужне обале Тауриде 1815", "Писма поморског официра (штампана 1825. и 1826. г.), "Историја донске војске, описивање донске земље и путовање на Кавказ" (издато 1834. г.). Поред тога бавио се и преводилачким радом (превео је роман Валтера Скота "Гај-Мендеринг"), а 1821. г. носио се мишљу да издаје тулске новине, но то му није било дозвољено. За српску историју је значајан због књиге "Записи о Црној Гори и Боки", која је само дио књиге Писма поморског официра, преведен на српски језик.
Глас Црногорца је почетком 1876. године објавио његов текст о дужностима Русије према јужним Славенима.